# Cratere Wepwawet
Wepwawet è un cratere sulla superficie di Ganimede.